# Cleora cinctaria
Cleora cinctaria (tên tiếng Anh: Ringed Carpet) là một loài bướm đêm thuộc họ Geometridae. Nó được tìm thấy ở châu Âu tới miền nam Xibia, Thổ Nhĩ Kỳ, Kavkaz, Trung Á và Mông Cổ. Nó cũng được tìm thấy ở Nhật Bản.

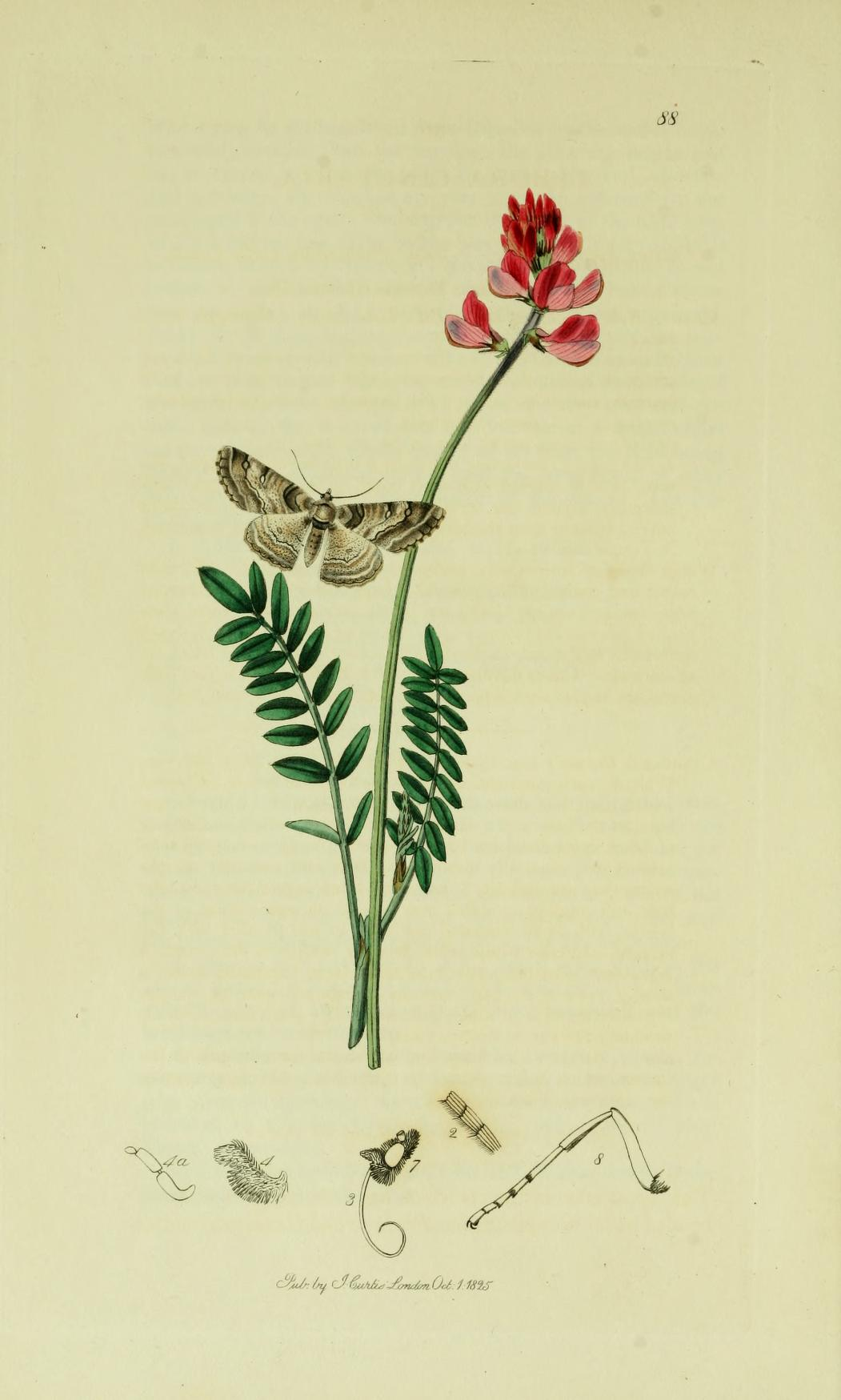
Hình minh họa của John Curtis's British Entomology Volume 6

Sải cánh dài 28–35 mm. Con trưởng thành bay từ tháng 4 đến tháng 5.
The larvae feed various plants và trees, bao gồm Betula (inclusing Betula verrucosa), Myrica gale, Carex, Salix, Populus tremula, Rubus idaeus, Sorbus aucuparia, Vicia cracca, Rhamnus frangula, Lysimachia vulgaris, Vaccinium myrtillus và Galium verum.

## Phụ loài
- Cleora cinctaria bowesi Richardson, 1952 (Scotland)
- Cleora cinctaria cinctaria  (Denis & Schiffermüller, 1775)
- Cleora cinctaria superfumata Inoue, 1972 (tây nam Siberia, Japan)

## Hình ảnh

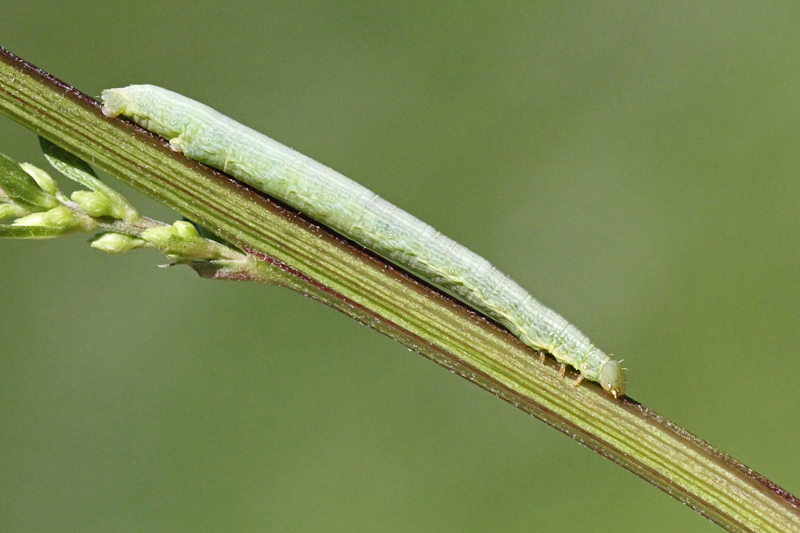
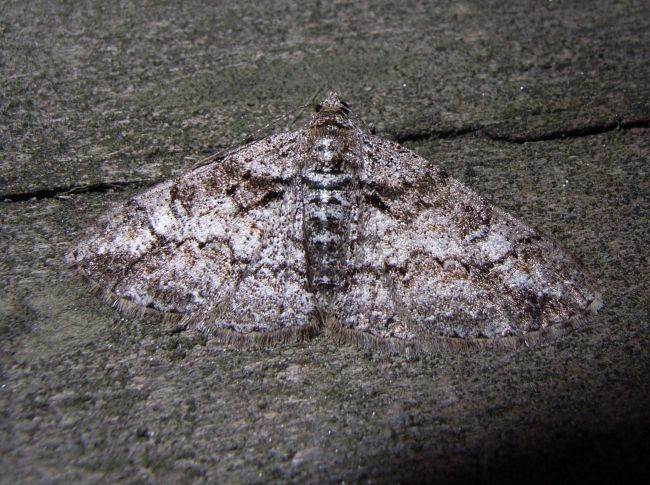
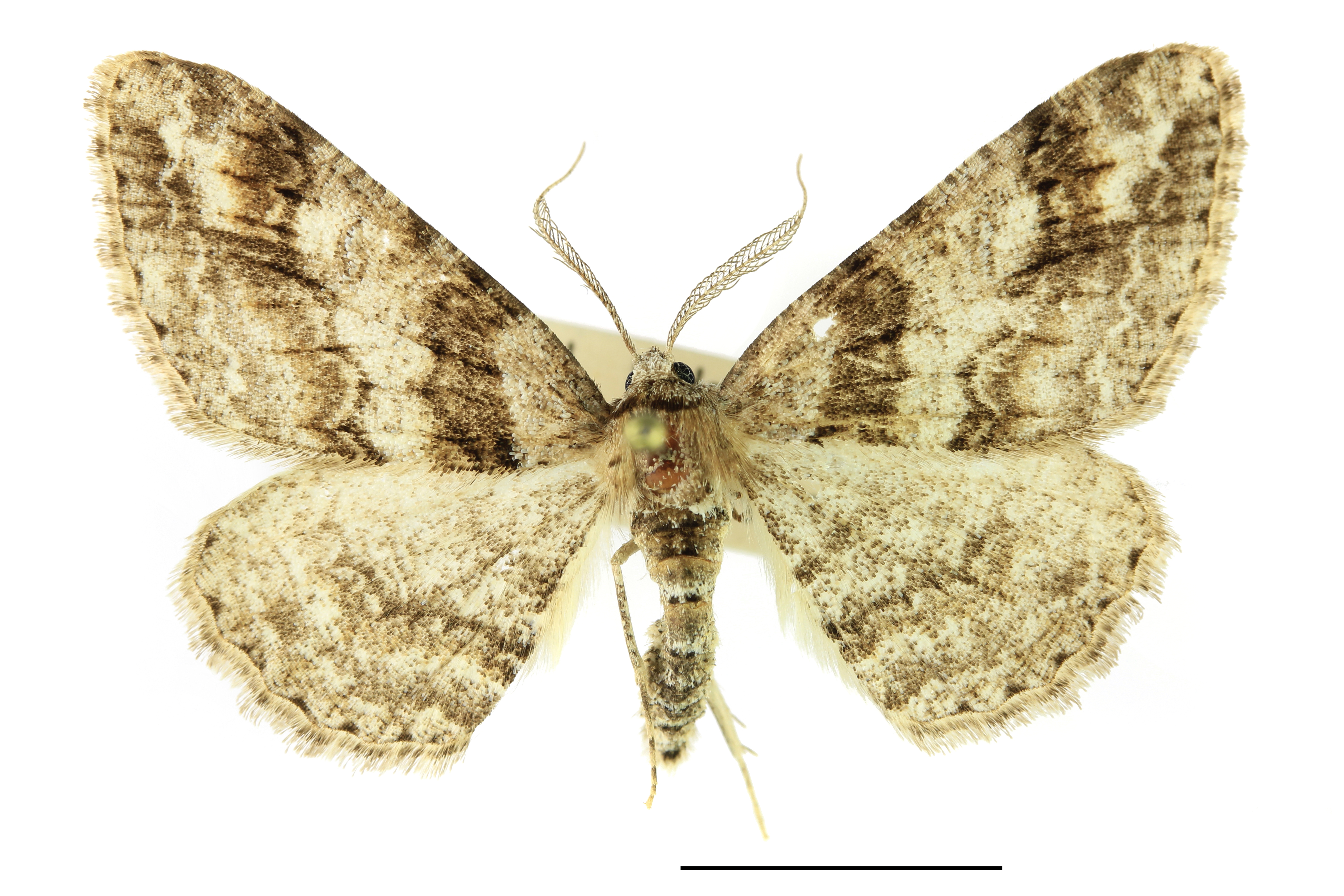
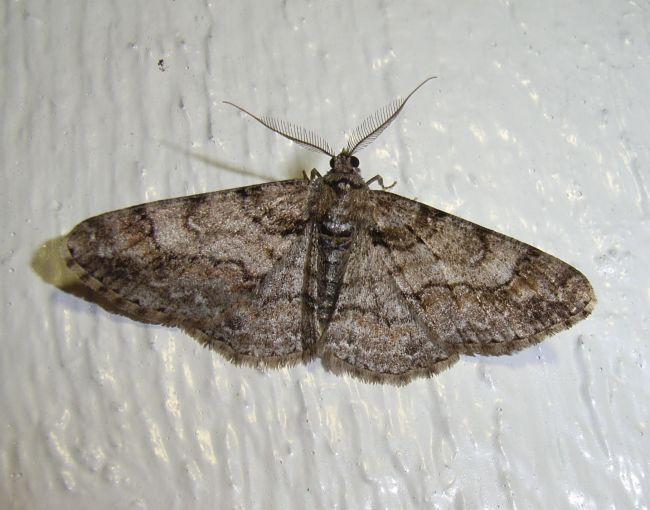